# Lukáš Krajíček
Lukáš Krajíček (* 11. März 1983 in Prostějov, Tschechoslowakei) ist ein ehemaliger tschechischer Eishockeyspieler, der im Verlauf seiner aktiven Karriere zwischen 2000 und 2020 unter anderem 362 Spiele für die Florida Panthers, Vancouver Canucks, Tampa Bay Lightning und Philadelphia Flyers in der National Hockey League (NHL) auf der Position des Verteidigers bestritten hat. Darüber hinaus absolvierte Krajíček, der mit der tschechischen Nationalmannschaft insgesamt drei Medaillen bei Weltmeisterschaften gewann, weitere 469 Partien in der tschechischen Extraliga und Kontinentalen Hockey-Liga (KHL).

## Karriere

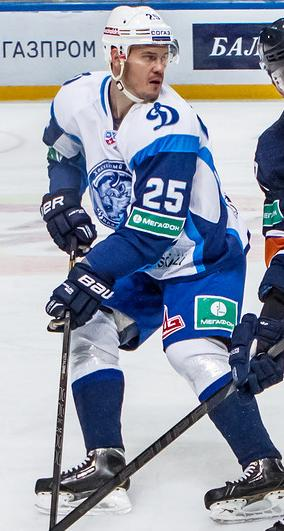
Krajíček im Trikot des HK Dinamo Minsk

Krajíček begann seine Karriere als Eishockeyspieler in seiner tschechischen Heimat, in der er bis 1999 in der Jugend des HC Zlín aktiv war. Anschließend wechselte er zu den Detroit Compuware Ambassadors in die Juniorenliga North American Hockey League (NAHL), die er nach nur einem Jahr verließ, um von 2000 bis 2003 für die Peterborough Petes, die ihn beim CHL Import Draft 2000 mit ihrem ersten Pick als insgesamt dritten Spieler gezogen hatten, in der kanadischen Top-Juniorenliga Ontario Hockey League (OHL) aufzulaufen. In diesem Zeitraum wurde der Verteidiger im NHL Entry Draft 2001 in der ersten Runde als insgesamt 24. Spieler von den Florida Panthers aus der National Hockey League (NHL) ausgewählt.
Für die Panthers gab er in der Saison 2001/02 sein Debüt in der NHL, wobei er in seinem Rookiejahr in fünf Spielen punkt- und straflos blieb. Nachdem der Linksschütze von 2003 bis 2005 hauptsächlich für Floridas Farmteam aus der American Hockey League, die San Antonio Rampage, auf dem Eis stand, erzielte er in der Saison 2005/06 in seiner ersten kompletten NHL-Spielzeit in 67 Spielen insgesamt 16 Scorerpunkte, darunter zwei Tore. Im Juni 2006 wurde Krajíček zusammen mit Roberto Luongo und einem Sechstrunden-Wahlrecht für den NHL Entry Draft 2006 im Tausch für Todd Bertuzzi, Bryan Allen und Alex Auld an die Vancouver Canucks abgegeben, für die er in den folgenden beiden Jahren spielte. Im Sommer 2008 wurde der Tscheche von den Tampa Bay Lightning verpflichtet, für die er bis Januar 2010 spielte. Er unterschrieb danach einen Vertrag bei den Philadelphia Flyers, nachdem er eine Woche zuvor bei den Lightning als Free Agent freigegeben worden war.
Im September 2010 ging er zurück in seine tschechische Heimat und unterschrieb dort einen Vertrag beim HC Oceláři Třinec in der Extraliga. Mit diesem gewann er in der Saison 2010/11 die Tschechische Meisterschaft, wozu er als bester Verteidiger und Spieler mit der besten Plus/Minus-Bilanz maßgeblich beitrug. Im Mai 2011 erhielt Krajíček einen Kontrakt beim HK Dinamo Minsk aus der Kontinentalen Hockey-Liga (KHL). Nachdem er dort fünfeinhalb Jahre gespielt hatte, kehrte er zum HC Oceláři Třinec in die tschechische Extraliga zurück. Mit Beginn der Saison 2017/18 fungierte er dort als Mannschaftskapitän und füllte diese Position bis zu seinem Karriereende im Sommer 2020 im Alter von 37 Jahren aus. Im Frühjahr 2019 hatte er dabei den erneuten Meisterschaftsgewinn mit Třinec gefeiert.

### International

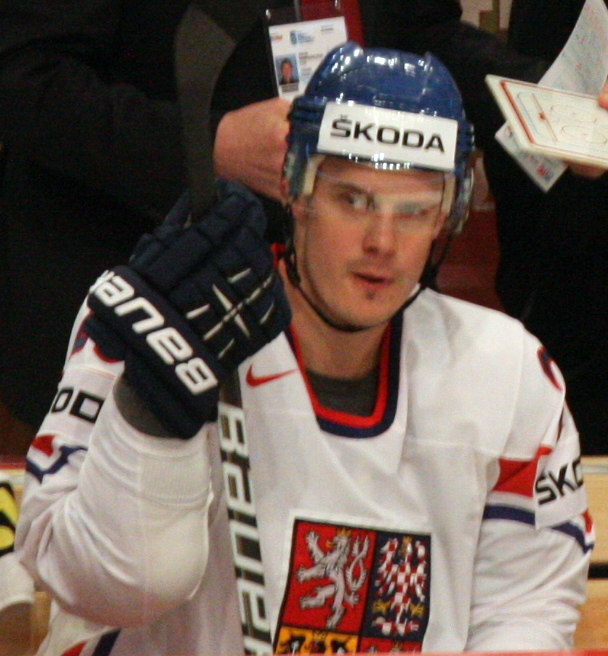
Krajíček bei der Weltmeisterschaft 2012

Mit der tschechischen U20-Auswahl nahm Krajíček an den U20-Junioren-Weltmeisterschaften der Top-Division 2002 in Tschechien und 2003 in der kanadischen Provinz Nova Scotia teil.
Im Erwachsenenbereich spielte er für Tschechien bei den Weltmeisterschaften 2006, 2011 und 2012. Er konnte dort 2006 in der lettischen Landeshauptstadt Riga die Silbermedaille sowie 2011 in der Slowakei und 2012 jeweils die Bronzemedaille gewinnen. Zudem vertrat er seine Farben bei den Olympischen Winterspielen 2014 im russischen Sotschi.

## Erfolge und Auszeichnungen
| - 2001 Teilnahme am CHL Top Prospects Game - 2001 OHL First All-Rookie-Team - 2001 CHL All-Rookie-Team - 2003 OHL First All-Star-Team | - 2003 CHL Second All-Star-Team - 2011 Tschechischer Meister mit dem HC Oceláři Třinec - 2011 Bester Verteidiger der Extraliga - 2019 Tschechischer Meister mit dem HC Oceláři Třinec |

### International
- 2006 Silbermedaille bei der Weltmeisterschaft
- 2011 Bronzemedaille bei der Weltmeisterschaft
- 2012 Bronzemedaille bei der Weltmeisterschaft

## Karrierestatistik

### International
Vertrat Tschechien bei:
| - U20-Junioren-Weltmeisterschaft 2002 - U20-Junioren-Weltmeisterschaft 2003 - Weltmeisterschaft 2006 | - Weltmeisterschaft 2011 - Weltmeisterschaft 2012 - Olympischen Winterspielen 2014 |

(Legende zur Spielerstatistik: Sp oder GP = absolvierte Spiele; T oder G = erzielte Tore; V oder A = erzielte Assists; Pkt oder Pts = erzielte Scorerpunkte; SM oder PIM = erhaltene Strafminuten; +/− = Plus/Minus-Bilanz; PP = erzielte Überzahltore; SH = erzielte Unterzahltore; GW = erzielte Siegtore; 1 Play-downs/Relegation; Kursiv: Statistik nicht vollständig)